# Сан Бернардино Вербано
Сан Бернардѝно Верба̀но (на италиански: San Bernardino Verbano; на пиемонтски: San Bernardin Verban, Сан Бернардин Вербан на местен диалект: Santìn, Сантин) е община в Северна Италия, провинция Вербано-Кузио-Осола, регион Пиемонт. Разположено е на 304 m надморска височина. Населението на общината е 1380 души (към 2010 г.).
Административен център на общината е село Сантино (Santino).